# Goalball na Letnich Igrzyskach Paraolimpijskich 2008

Goalball na Letnich Igrzyskach Paraolimpijskich 2008 odbywał się w dniach 7 – 14 września w hali Beijing Institute of Technology Gymnasium w Pekinie.

## Obiekty
| Obiekt                                    | Miasto | Funkcja           |
| Beijing Institute of Technology Gymnasium | Pekin  | Zawody i treningi |

## Konkurencje
- Turniej mężczyzn (12 drużyn)
- Turniej kobiet (8 drużyn)

## Klasyfikacja niepełnosprawności
W zawodach mogą wystąpić zawodnicy, którzy posiadają grupę startową B1, B2 lub B3

## Program
| Siatkówka |  |  |  |  |  |  |  |  | F |  |  |  |

14 września
- Turniej kobiet
- Turniej mężczyzn

## Medale
| Konkurencja      | Złoto                                                                                               | Srebro | Brąz                                                                                               |
| Turniej mężczyzn | Chiny Bao Daolei Cai Changgui Chen Liangliang Du Jinran Yang Chunhong Yao Yongquan                  | Litwa Arvydas Juchna Saulius Leonavicius Nerijus Montvydas Genrik Pavliukianec Zydrunas Simkus Marius Zibolis | Szwecja Mikael Akerberg Jimmy Bjorkstrand Stefan Gahne Niklas Hultqvist Oskar Kuus Fatmir Seremeti |
| Turniej kobiet   | Stany Zjednoczone Jen Armbruster Lisa Banta Jackie Barnes Jessie Lorenz Asya Miller Robin Theryoung | Chiny Chen Fengqing Fan Feifei Lin Shan Wang Ruixue Wang Shasha Xu Juan                                       | Dania Karina Joergensen Maria Larsen Mette Nissen Kamilla Ryding Ninna Thomsen Lykke Vedsted       |